# Favites pentagona
Espèce
Statut CITES
Favites pentagona est une espèce de coraux appartenant à la famille des Merulinidae ou la famille Faviidae.